# Хайкан (река)
Хайкан — река в Аяно-Майском районе Хабаровского края, Россия, левый приток Учура. Длина реки — 150 км, площадь водосборного бассейна — 2030 км².
Начинается на высоте более 1162 м над уровня моря на востоке Станового хребта, к юго-западу от горы Каменистой. В верховьях течёт сначала в северном направлении по гористой местности с преобладанием лиственницы. Приняв приток реку Угдан, поворачивает на запад, после впадения Амуликана — на северо-запад и далее на север. В нижнем течении протекает вдоль юго-западных склонов хребта Лурикан. Берега участками заболочены. Впадает в Учур по левому берегу на высоте менее 439 м над уровнем моря выше впадения Тыркана. В нижнем течении ширина русла составляет 35-85 м при глубине 0,5-1 м, скорость течения — 1,5 м/с.

## Основные притоки
Указаны поименованные притоки длиной 20 км и более
| Название | Расстояние от устья | Длина | Положение |
| -------- | ------------------- | ----- | --------- |
| Толук    | 42                  | 24    | правый    |
| Амуликан | 69                  | 42    | левый     |
| Конкули  | 99                  | 25    | правый    |
| Хайкакан | 113                 | 27    | левый     |

## Данные водного реестра
По данным государственного водного реестра России относится к Ленскому бассейновому округу, речной бассейн реки — Лена, речной подбассейн реки — Алдан, водохозяйственный участок реки — Учур.
Код объекта в государственном водном реестре — 18030600312117300011510.